# Cantatrice
Une cantatrice est, en musique occidentale, une artiste lyrique qui interprète en soliste la musique vocale classique et dont le talent est unanimement reconnu. Le terme est fréquemment employé dans le domaine de l'opéra, mais il peut aussi désigner d'autres genres musicaux, profanes (lied, mélodie, cantate, etc.) ou religieux (cantate, motet, messe, oratorio, etc.).
Il n'existe pas de pendant masculin au terme cantatrice. Lorsqu'il est nécessaire de distinguer le « chanteur soliste de musique classique » des chanteurs des autres types de musique (jazz, musiques populaires…), il est possible, soit d'avoir recours à la terminologie générique « artiste lyrique » ou à l'expression « chanteur classique », soit de nommer la catégorie vocale du chanteur concerné : un « ténor d'opéra », un « baryton léger »…

## Cantatrices célèbres
- Mado Robin
- Maria Callas
- Barbara Hendricks
- Joan Sutherland
- Montserrat Caballé
- Rosalind Plowright
- Anna Netrebko
- Majida El Roumi
- Angela Gheorghiu
- Lori Lewis
- Lucia Popp
- Ghena Dimitrova
- Maria Malibran
- Jessye Norman
- Renata Tebaldi
- Lucia Valentini Terrani
- Béatrice Uria-Monzon
- Elisabeth Schwarzkopf
- Oum Kalthoum
- Emma Shapplin
- Warda
- Freda Betti
- Cathy Berberian
- Cecilia Bartoli
- Natalie Dessay
- Gloria Davy
- Tatevik Sazandarian
- Maria Cebotari

## Dans la fiction
- Bianca Castafiore